# Euphorbia duriuscula
Euphorbia duriuscula là một loài thực vật có hoa trong họ Đại kích. Loài này được Pax & K.Hoffm. ex Herzog mô tả khoa học đầu tiên năm 1945.